# Gyptidinae
 Gyptidinae  R.M. King & H. Rob., 1980 è una sottotribù di piante spermatofite dicotiledoni appartenenti alla famiglia delle Asteraceae (sottofamiglia Asteroideae, tribù Eupatorieae).

## Etimologia
Il nome di questa sottotribù deriva dal suo genere più importante (Gyptis) ed è stato definito per la prima volta dai botanici Robert Merrill King (1930-2007) e Harold Ernest Robinson  (1932-) nella pubblicazione  “Phytologia; Designed to Expedite Botanical. 46(7): 446 (1980)”  pubblicata a New York nel 1980.

## Descrizione
L'habitus delle piante di questa sottotribù è formato da erbe, sub-arbusti, arbusti e piccoli alberi. Il ciclo biologico è perenne.
Le foglie lungo il caule sono disposte in modo opposto anche con inserzione a spirale; raramente sono presenti delle rosette basali (Bishopiella, Litothamnus e Bahianthus).
Le infiorescenze, terminali ramose o raramente scapose, sono formate da capolini raggruppati in vario modo. I capolini sono formati da un involucro formato da diverse squame disposte in modo sub-embricato al cui interno un ricettacolo fa da base ai fiori tutti tubulosi. Le squame sono persistenti. Il ricettacolo è scarsamente convesso, oppure fortemente conico; inoltre è provvisto oppure privo (a seconda della specie) di pagliette a protezione della base dei fiori; può essere glabro o pubescente.
I fiori sono tetra-ciclici (con quattro verticilli: calice – corolla – androceo – gineceo) e pentameri (ogni verticillo è composto da cinque elementi). I fiori sono numerosi, raramente meno di 10 per capolino.

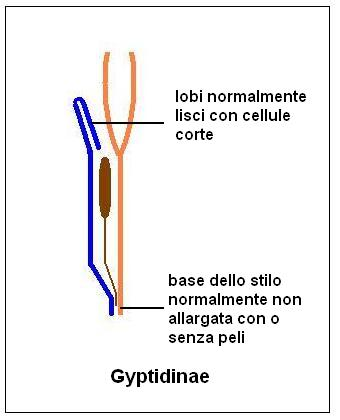
Sezione del fiore

Formula fiorale: per queste piante viene indicata la seguente formula fiorale:
* K 0/5, C (5), A (5), G (2), infero, achenio
I sepali del calice sono ridotti ad una coroncina di squame.
I lobi delle corolle spesso sono papillosi nella faccia interna. Il colore della corolla varia dal blu al violetto (quasi rosato) e al bianco verdastro.
L'androceo è formato da 5 stami con filamenti liberi e antere saldate in un manicotto circondante lo stilo. Le appendici apicali delle antere sono brevi oppure più lunghe e ampie; qualche volta sono provviste di una profonda fessura apicale.
Il gineceo ha un ovario uniloculare infero formato da due carpelli. Lo stilo è lungo; la base spesso non è allargata ed è glabra; qualche volta invece sono presenti dei nodi allargati e pubescenti. Gli stigmi sono lineari e densamente mammellosi o papillosi. Le linee stigmatiche sono marginali.
I frutti sono degli acheni con pappo. Gli acheni sono provvisti di 5 angoli; raramente sono alati. Il carpoforo è visibile, non visibile o apparentemente assente. Il pappo normalmente è formato da poche setole capillari, qualche volta molto corte, raramente assenti o ridotte a 5 fragili setole. In alcuni casi sulle setole sono presenti delle cellule apicali.

## Distribuzione e habitat
La grande maggioranza delle specie sono distribuite in Brasile, in particolare nelle zone del Nord Est. L'habitat tipico è quello delle aree sub-tropicali.

## Tassonomia
La famiglia di appartenenza di questo gruppo (Asteraceae o Compositae, nomen conservandum) è la più numerosa del mondo vegetale, comprende oltre 23000 specie distribuite su 1535 generi (22750 specie e 1530 generi secondo altre fonti). La sottofamiglia Asteroideae è una delle 12 sottofamiglie nella quale è stata suddivisa la famiglia Asteraceae, mentre Eupatorieae è una delle 21 tribù della sottofamiglia. La tribù Eupatorieae a sua volta è suddivisa in 17 sottotribù (Gyptidinae è una di queste)

### Filogenesi
Dopo la sua prima descrizione ad opera dei botanici Robert Merrill King e Harold Ernest Robinson, questa sottotribù è stata suddivisa in tre gruppi (Gyptis Group  - Agrianthus Group - Litothamnus Group) ognuno dei quali potrebbe rappresentare una sottotribù separata. Un certo sostegno per questa suddivisione deriva dagli studi fitochimici su diverse specie del gruppo da parte del botanico Bohlmann et al.
La sottotribù è caratterizzata dalla diversità delle cellule dei lobi della corolla, per le sottili pareti delle cellule del carpoforo e per l'alto numero di fiori per capolino. Inoltre in diversi generi la base degli acheni è provvista di ghiandole stipitate, mentre altri generi si presentano con le foglie disposte strettamente a spirale.
Questa sottotribù, così come è circoscritta, è considerata polifiletica è ha bisogno di ulteriori revisioni. Le analisi del DNA fin qui fatte non sono decisive per delimitare in modo sicuro la sottotribù. Ad esempio alcune sequenze di DNA mostrano una stretta relazione tra i generi Trichogonia e Campuloclinium, ma le stesse analisi del DNA mette anche nel gruppo due generi di altre sottotribù come Acritopappus  (sottotribù Ageratinae)  e Stomatanthes  (sottotribù Eupatoriinae). Tutti e quattro questi generi sono concentrati in Brasile per cui un loro stretto rapporto sembra plausibile.
Il numero cromosomico della sottotribù è: 2n =  20.

### Composizione della sottotribù
La sottotribù Gyptidinae s.l. comprende 29 generi e circa 140 specie.

| Gruppo            | Genere                                              | N. specie                                         | Distribuzione                                   |
| ----------------- | --------------------------------------------------- | ------------------------------------------------- | ----------------------------------------------- |
| Gyptis Group      | Gyptis (Cass.) Cass., 1820                          | 7 spp.                                            | Argentina, Brasile, Paraguay e Uruguay          |
| Gyptis Group      | Barrosoa R.M. King & H. Rob., 1971                  | 9 spp.                                            | America del Sud                                 |
| Gyptis Group      | Bejaranoa R.M. King & H. Rob., 1978                 | 2 spp.                                            | Bolivia, Brasile e Paraguay                     |
| Gyptis Group      | Campuloclinium DC., 1836                            | 14 spp.                                           | America Centrale e del Sud                      |
| Gyptis Group      | Conocliniopsis (DC.) R.M. King & H. Rob., 1972      | 1 sp. (C. prasiifolia (DC.) R.M. King & H. Rob.)  | Brasile, Colombia e Venezuela                   |
| Gyptis Group      | Conoclinium DC., 1836                               | 4 spp.                                            | Messico e USA                                   |
| Gyptis Group      | Dasycondylus R.M. King & H. Rob., 1972              | 8 spp.                                            | Bolivia, Brasile e Perù                         |
| Gyptis Group      | Diacranthera R.M. King & H. Rob., 1972              | 2 spp.                                            | Brasile                                         |
| Gyptis Group      | Gyptidium R.M. King & H. Rob., 1972                 | 2 spp.                                            | Argentina e Brasile                             |
| Gyptis Group      | Lourteigia R.M. King & H. Rob., 1971                | circa 11 spp.                                     | Colombia e Venezuela                            |
| Gyptis Group      | Macropodina R.M. King & H. Rob., 1972               | 3 spp.                                            | Brasile e Paraguay                              |
| Gyptis Group      | Neocuatrecasia R.M. King & H. Rob., 1972            | 12 spp.                                           | Bolivia e Perù                                  |
| Gyptis Group      | Platypodanthera R.M. King & H. Rob., 1970           | 1 sp. (P. melissifolia (DC.) R.M. King & H. Rob.) | Brasile                                         |
| Gyptis Group      | Prolobus R.M. King & H. Rob., 1982                  | 1 sp. (P. nitidulus (Baker) R.M. King & H. Rob.)  | Brasile                                         |
| Gyptis Group      | Tamaulipa R.M. King & H. Rob., 1971                 | 1 sp. (T. azurea (DC.) R.M. King & H. Rob.)       | Messico e USA                                   |
| Gyptis Group      | Trichogonia (DC.) Gardner, 1846                     | 30 spp.                                           | America del Sud                                 |
| Gyptis Group      | Trichogoniopsis R.M. King & H. Rob., 1972           | 4 spp.                                            | Brasile                                         |
| Gyptis Group      | Urolepis (DC.) R.M. King & H. Rob., 1971            | 1 sp. (U. hecatantha (DC.) R.M. King & H. Rob.)   | Argentina, Bolivia, Brasile, Paraguay e Uruguay |
| Gyptis Group      | Vittetia R.M. King & H. Rob., 1974                  | 2 spp.                                            | Brasile                                         |
| Agrianthus Group  | Agrianthus Mattf., 1930                             | 2 spp.                                            | Brasile                                         |
| Agrianthus Group  | Arrojadocharis Mattf., 1930                         | 2 spp.                                            | Brasile                                         |
| Agrianthus Group  | Bahianthus R.M. King & H. Rob., 1972                | 1 sp. (B. viscosus (Spreng.) R.M. King & H. Rob.) | Brasile                                         |
| Agrianthus Group  | Bishopiella R.M. King & H. Rob., 1981               | 1 sp. (B. elegans R.M. King & H. Rob.)            | Brasile                                         |
| Agrianthus Group  | Catolesia D.J.N. Hind, 2000                         | 1 sp. (C. mentiens D.J.N. Hind )                  | Brasile                                         |
| Agrianthus Group  | Lasiolaena R.M. King & H. Rob., 1972                | 6 spp.                                            | Brasile                                         |
| Agrianthus Group  | Semiria D.J.N. Hind, 1999                           | 1 sp. (S. viscosa D.J.N. Hind )                   | Brasile                                         |
| Agrianthus Group  | Stylotrichium Mattf., 1923                          | 5 spp.                                            | Brasile                                         |
| Litothamnus Group | Litothamnus R.M. King & H. Rob., 1979               | 2 spp.                                            | Brasile                                         |
| Litothamnus Group | Morithamnus R.M. King, H. Rob. & G.M. Barroso, 1979 | 2 spp.                                            | Brasile                                         |

### Chiave per i generi
Per meglio comprendere ed individuare i vari generi della sottotribù l'elenco seguente utilizza il sistema delle chiavi analitiche:

PRIMA PARTE
- Gruppo 1A: le piante hanno una rosetta basale; le infiorescenze sono scapiformi; le foglie hanno una consistenza carnosa;

genere Bishopiella
- Gruppo 1B: le foglie sono solo cauline (non è presente una rosetta basale); le infiorescenze sono corimbose, cimose, panicolate oppure i capolini sono solitari ma mai scapiformi; le foglie sono coriacee oppure erbacee, se sono carnose allora la pianta è un albero;

- Gruppo 2A: il pappo è formato da setole piumose o marcatamente barbate o sono assenti; la corolla è densamente pubescente e a volte anche i lobi sono oscurati;

- Gruppo 3A: le corolle sono densamente pubescenti sia nella gola che sui lobi; i cauli sono distintamente striati (con coste longitudinali); le foglie sono sessili o con corti piccioli; le appendici apicali delle antere sono arrotondate;

genere Trichogonia
- Gruppo 3B: la parte distale delle corolle è cosparsa di ghiandole puntate; i cauli sono scarsamente striati; le foglie sono provviste di piccioli alati; le appendici apicali delle antere sono profondamente fessurate;

genere Trichogoniopsis
- Gruppo 2B: le setole del pappo sono barbate, raramente sono semplici; se il pappo è assente allora le corolle non sono densamente pubescenti e i lobi non sono oscurati;

- Gruppo 4A: le foglie sono inserite in dense spirali e non sono progressivamente minori verso l'alto;

- Gruppo 5A: il ricettacolo è provvisto di pagliette; le foglie sono membranose, piccole, disposte in modo embricato e con ampie basi cuneate;

- Gruppo 6A: le squame dell'involucro sono disposte su due serie, quelle interne sono più piccole di quelle esterne e tutte sono decidue; le infiorescenze sono sovrastate dalle foglie superiori; le corolle sono glabre; le foglie sono prive di evidenti venature secondarie; i rami sono glabri; i bracci dello stilo sono lineari-filiformi; il pappo è assente;

genere Catolesia
- Gruppo 6B: le squame dell'involucro sono disposte su 3 - 5 serie, quelle interne sono gradualmente più piccole di quelle esterne e tutte sono persistenti; l'infiorescenza tracima le foglie; le corolle sono cosparse di ghiandole puntate o stipitate; le foglie possiedono delle prominenti venature secondarie; gli steli sono variamente pubescenti; i bracci dello stilo hanno una forma a clava; le setole del pappo sono tutte dritte con margini piumosi, raramente sono assenti (se questo capita, allora i capolini sono sessili o con corti pedicelli);

genere Agrianthus
- Gruppo 5B: il ricettacolo è privo di pagliette; le foglie hanno dimensioni medie e sono larghe, membranose, coriacee, qualche volta carnose, normalmente con basi strette e distinti piccioli, oppure se le foglie sono piccole e membranose, allora sono disposte in modo embricato;

- Gruppo 7A: le foglie sono membranose e disposte in modo embricato;

genere Agrianthus
- Gruppo 7B: le foglie sono di grandezza media e sono larghe, membranose e coriacee, se sono piccole allora sono lineari e strettamente appressate con lunghi peli privi di ghiandole o con ghiandole stipitate;

- Gruppo 8A: le foglie sono glabre;

- Gruppo 9A: le foglie sono carnose; la superficie degli acheni è cosparsa di setole sotto il callo apicale; le squame dell'involucro sono a malapena più lunghe dell'achenio; le corolle sporgono ben al di sopra dell'involucro;

genere Morithamnus
- Gruppo 9B: le foglie non sono carnose; gli acheni sono completamente glabri; le squame dell'involucro sono molto più lunghe degli acheni; le corolle sono più o meno incluse nell'involucro;

genere Bahianthus
- Gruppo 8B: le foglie sono variamente pubescenti;

- Gruppo 10A: le foglie sono lineari e strettamente appressate al caule;

genere Arrojadocharis
- Gruppo 10B: le foglie sono strettamente ellittiche, ovate o ob- lanceolate;

- Gruppo 11A: gli acheni sono vistosamente alati; le foglie sono cosparse di ghiandole stipitate e peli non ghiandolari;

genere Semiria
- Gruppo 11B: gli acheni sono provvisti di coste longitudinali; le foglie sono cosparse di peli non ghiandolari;

- Gruppo 12A: la parte centrale dello stilo è pubescente; le corolle sono cosparse di ghiandole stipitate; le appendici apicali delle antere sono poco larghe;

genere Stylotrichium
- Gruppo 12B: la parte centrale dello stilo è glabra; le corolle sono provviste di ghiandole puntate; le appendici apicali delle antere sono lunghe o in tutti i casi più lunghe che larghe;

genere Lasiolaena
- Gruppo 4B: spesso le foglie delle piante lungo il caule sono lassamente opposte, oppure occasionalmente alternate; le dimensioni delle foglie decrescono marcatamente verso l'apice della pianta;

(Prosegue nella seconda parte)

SECONDA PARTE
- Gruppo 1A: le foglie sono coriacee, qualche volta carnose, glabre, sessili o sub-sessili;

- Gruppo 2A: le foglie sono da ellittiche ad obovate, glabre, visibilmente carnose, con grossi piccioli; gli acheni sono provvisti di 5 coste longitudinali; l'habitus delle piante è formato da grandi arbusti o piccoli alberi in zone boscose o presso le dune delle coste; la distribuzione di queste piante è relativa alle zone nord-est del Brasile (Bahia);

genere Litothamnus
- Gruppo 2B: le foglie sono da orbicolari a ovate, brevemente pubescenti, visibilmente provviste di ghiandole puntate e con piccioli molto corti; gli acheni sono percorsi da 7 -10 coste longitudinali; l'habitus di queste piante è simile a grossi arbusti ma non simile ad alberi; la distribuzione di queste piante è relativa alle zone del sud e del centro del Brasile;

genere Vittetia
- Gruppo 1B: le foglie sono membranose, sottili, glabre o variamente pubescenti e picciolate;

- Gruppo 3A: la base degli acheni è sottile o gradualmente (ma lungamente) attenuata;

- Gruppo 4A: il pappo è formato da corte lacinie o piatte setole sub-piumose che raggiungono ½ o 2/3 della lunghezza della corolla; la base dello stile è pubescente;

genere Platypodanthera
- Gruppo 4B: il pappo è formato da setole capillari barbate lunghe almeno quanto le corolle; la base dello stilo è glabra;

- Gruppo 5A: i capolini sono grandi con 30 – 100 fiori; il ricettacolo è conico o molto convesso; le coste degli acheni sono pallide; molte specie sono presenti in Brasile, solo una specie è presente in Sud America;

genere Campuloclinium
- Gruppo 5B: la dimensione dei capolini è piccola o media con meno di 50 fiori; il ricettacolo è piatto o leggermente convesso; il colore delle coste dell'achenio è simile a quello del corpo; la distribuzione di queste piante è relativa alla Bolivia, al sud del Brasile, Paraguay e Perù;

- Gruppo 6A: le squame interne dell'involucro sono molto più corte dei fiori; i pedicelli dell'infiorescenza sono lunghi; le antere sono visibilmente cilindriche e normalmente sono parzialmente sporgente oltre la gola della corolla; gli stigmi dello stilo sono lineari; la base dello stilo è priva di nodi; le ghiandole puntate se presenti sono trasparenti o colorate di chiaro; la distribuzione di queste piante è relativa al sud del Brasile e al Paraguay;

genere Macropodina
- Gruppo 6B: le squame interne dell'involucro sono lunghe come (o leggermente più corte) i fiori; i pedicelli dell'infiorescenza sono corti; le antere hanno una forma cilindrica e sono completamente oscurate internamente alla gola dei fiori; gli stigmi dello stilo hanno una forma a clava; alla base dello stilo sono presenti dei nodi; i lobi della corolla, le squame dell'involucro e le foglie inferiori spesso sono cosparse da vistose ghiandole puntate ambrate o più scure; la distribuzione di queste piante è relativa alla Bolivia e al Perù;

genere Neocuatrecasia
- Gruppo 3B: il diametro degli acheni è più o meno uniforme o solo leggermente ristretto verso la base;

(Prosegue nella terza parte)

TERZA PARTE
- Gruppo 1A: il carpoforo è in proseguimento della base delle nervature dell'achenio;

- Gruppo 2A: gli acheni sono completamente glabri; i lobi della corolla sono pelosi; le appendici apicali delle antere sono da bilobate a dentellate, corte più che larghe;

genere Diacranthera
- Gruppo 2B: gli acheni sono cosparsi di ghiandole puntate o la superficie è setolosa; i lobi della corolla sono cosparsi di ghiandole puntate; le appendici apicali delle antere sono intere, da arrotondate ad acute, lunghe, o più lunghe che larghe;

- Gruppo 3A: gli acheni hanno una superficie setolosa; alla base dello stilo è presente un nodo rigonfio e pubescente;

genere Dasycondylus
- Gruppo 3B: gli acheni sono cosparsi da ghiandole puntate; la base dello stilo è glabra e priva di nodi;

genere Barrosoa
- Gruppo 1B: il carpoforo ha una forma anulare, corta e cilindrica, o a forma di tappo, o è indistinto , oppure è obsoleto ma non in proseguimento delle coste dell'achenio;

- Gruppo 4A: le setole del pappo sono smussate, qualche volta sono piatte all'apice;

- Gruppo 5A: le squame dell'involucro sono provviste di visibili e pubescenti appendici; il carpoforo dell'achenio ha la forma di un tappo; la distribuzione di queste piante è relativa al Sud America;

genere Urolepis
- Gruppo 5B: la parte apicale delle squame è attenuata oppure acuta ma mai con appendici; il carpoforo è indistinguibile;

- Gruppo 6A: le corolle si allargano marcatamente sopra un corto tubo; le foglie hanno un portamento ascendente; la distribuzione di queste piante è relativa all'Argentina e al sud del Brasile;

genere Gyptidium
- Gruppo 6B: la corolla ha la forma di uno stretto imbuto; le foglie hanno una disposizione piuttosto diffusa; la distribuzione di queste piante è relativa al Messico e agli USA;

genere Conoclinium
- Gruppo 4B: le setole del pappo hanno gli apici acuti;

- Gruppo 7A: gli acheni sono glabri con poche ghiandole puntate e setolose non ghiandolose;

- Gruppo 8A: la faccia esterna dei lobi della corolla è glabra; le foglie sono glabre ma viscide e su entrambe le facce hanno lo stesso colore; le squame dell'involucro sono disposte su due serie e sono più corte dei fiori; il carpoforo ha una forma anulare con margine superiore crenulato; l'habitat tipico per queste piante sono le dune sabbiose costiere della zona di Bahia (Brasile);

genere Prolobus
- Gruppo 8B: la faccia esterna dei lobi della corolla è pubescente; le foglie sono densamente tomentose nella parte inferiore e colorate diversamente in quella superiore; le squame dell'involucro sono disposte su 3 - 4 serie e leggermente più corte dei fiori; il carpoforo ha una forma di un tappo con un distinto anello nella parte superiore; l'habitat tipico per queste piante sono gli altopiani freddi (Páramo) delle Ande settentrionali (Colombia e Venezuela);

genere Lourteigia
- Gruppo 7B: gli acheni sono cosparsi di setole, qualche volta frammiste con o senza ghiandole puntate;

- Gruppo 9A: gli apici delle squame dell'involucro sono densamente pubescenti e a forma espansa; la faccia esterna dei lobi della corolla è cosparsa di peli; la base delle foglie ha una forma da acute a acuminata; la distribuzione di queste piante è relativa alla parte centro-meridionale dell'America del Sud;

genere Gyptis
- Gruppo 9B: gli apici delle squame dell'involucro sono attenuati o acuti, ma non a forma espansa; la parte esterna dei lobi della corolla è glabra o cosparsa da poche ghiandole puntate; la base delle foglie è troncata;

- Gruppo 10A: il margine delle foglie è crenato; le corolle sono prive di ghiandole puntate; i fiori per capolino sono da 20 a 30; il margine superiore del carpoforo è provvisto di setole; la distribuzione di queste piante è relativa al Brasile, Colombia e Venezuela;

genere Conocliniopsis
- Gruppo 10B: i margine delle foglie sono seghettati o doppiamente seghettati; le corolle sono provviste di ghiandole puntate; i fiori per capolino sono uguali o minori di 10, mentre i pedicelli sotto l'involucro sono ingrossati e fistolosi; il margine superiore del carpoforo è privo di setole e si vede oppure no;

- Gruppo 11A: i fiori per capolino sono minori di 10; i pedicelli sono uniformemente corti; il carpoforo ha la forma di un ampio tappo con un margine superiore ben visibile; la distribuzione di queste piante è relativa alla Bolivia, Brasile e Paraguay;

genere Bejaranoa
- Gruppo 11B: i fiori per capolino sono da 40 a 70; i pedicelli sono allungati, rigonfi e fistolosi sotto l'involucro; il carpoforo è indistinto e scarsamente delimitato nella parte superiore; la distribuzione di queste piante è relativa al Messico e USA (meridionali);

genere Tamaulipa

## Alcune specie

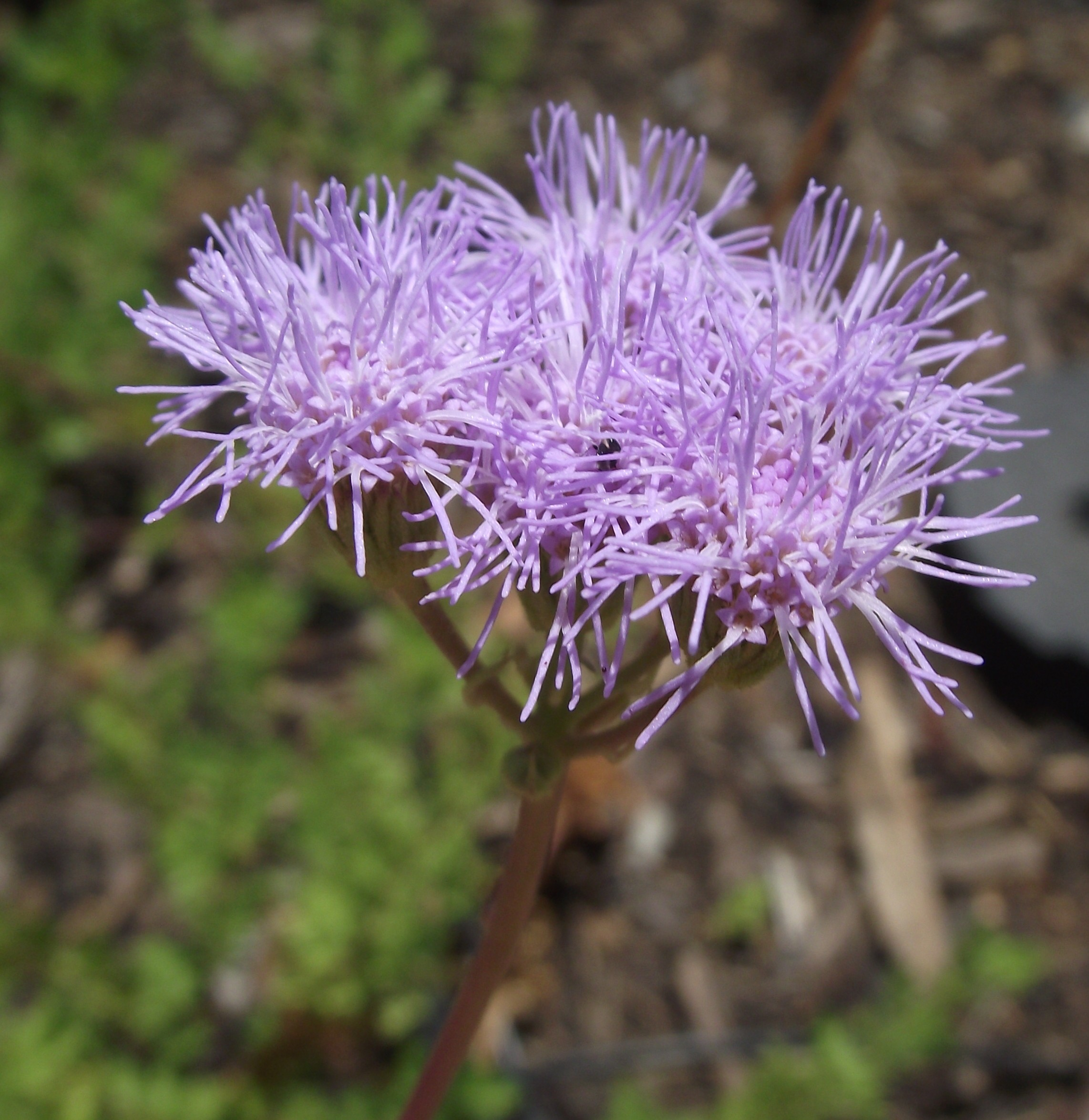
Conoclinium greggii
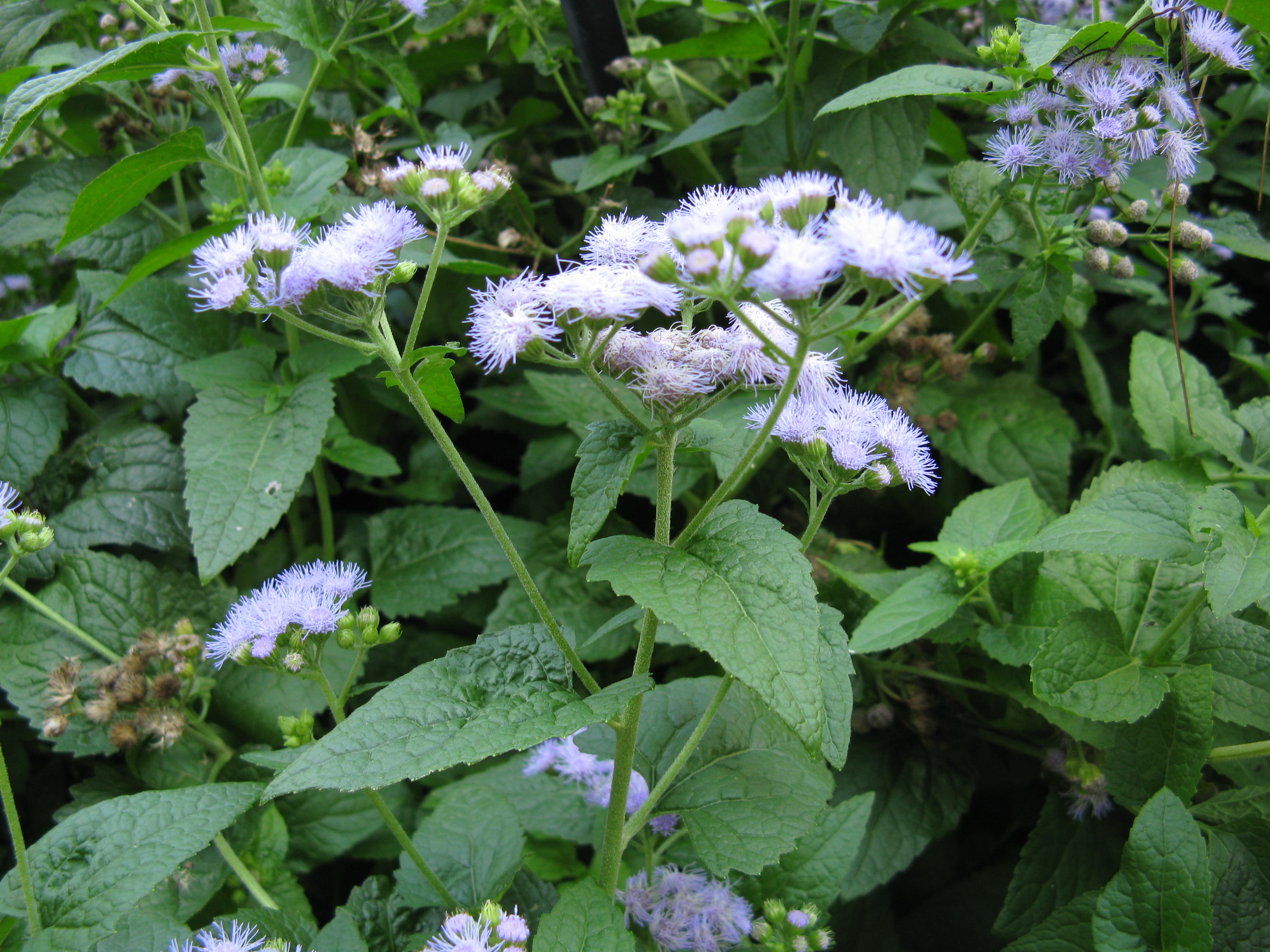
Conoclinium coelestinum
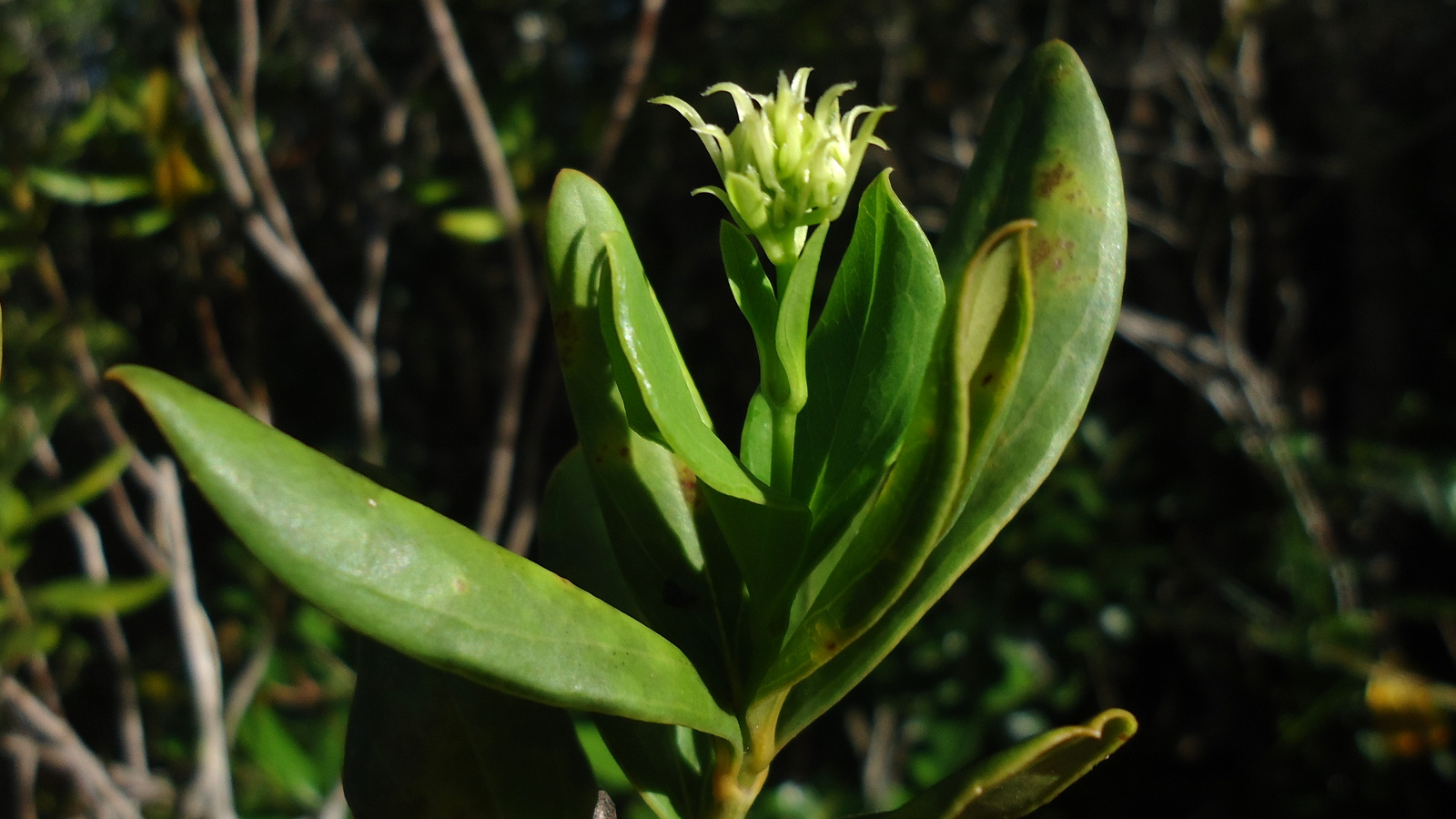
Litothamnus nitidus
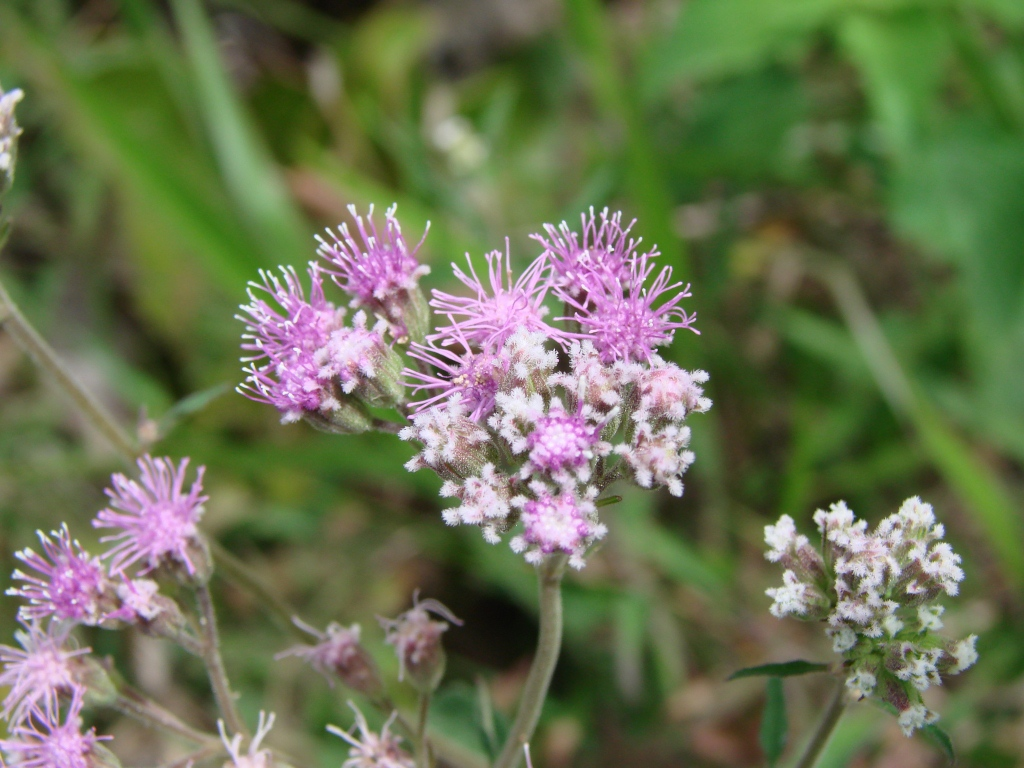
Trichogonia salviifolia